# آلان ليدوكس
آلان ليدوكس هو لاعب تنس الطاولة بلجيكي، ولد في 9 أكتوبر 1952، وتوفي في 16 أكتوبر 2008.
1. ↑   http://www.dhnet.be/archive/handisport-de-haut-vol-51b7e55fe4b0de6db995e941. {{استشهاد ويب}}: |url= بحاجة لعنوان (مساعدة) والوسيط |title= غير موجود أو فارغ (من ويكي بيانات) (مساعدة)